# Herðubreið

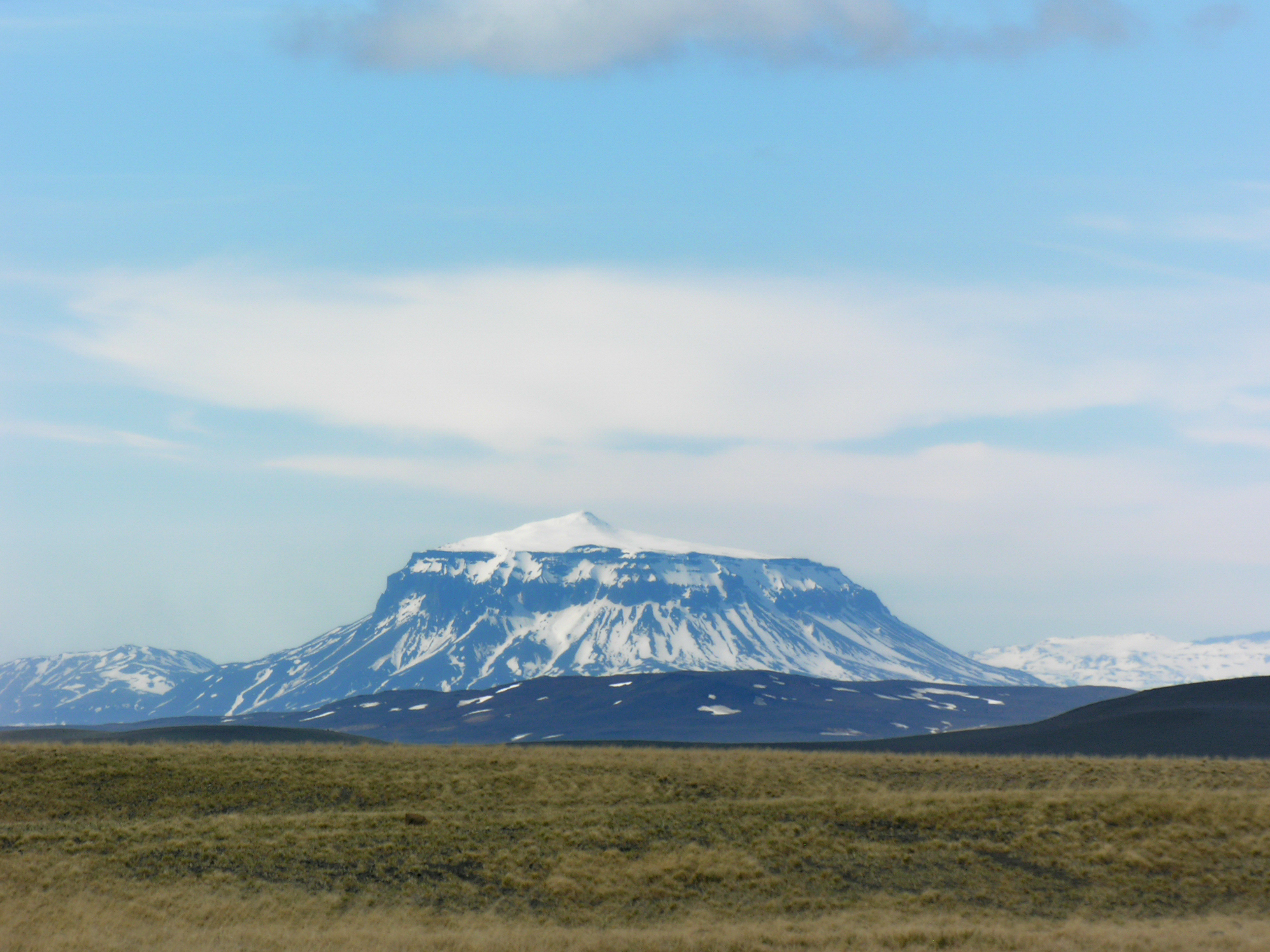
El Herðubreið.

El Herðubreið es un  tuya situado en la región de Norðurland Eystra, el noreste de las Tierras Altas de Islandia y en el desierto del campo de lava de Ódáðahraun, a lo largo de la Öskjuleið y en las cercanías del Askja. Tiene una altura de 1.682 m s. n. m.

## Características
La forma característica de cima aplanada del volcán se debe a la salida de la lava en el estrato de hielo que cubría Islandia en los últimos periodos glaciares.
Cerca de la montaña se encuentra el oasis de Herðubreiðarlindir, del cual parten algunos senderos para excursiones. Asimismo, el volcán es visible desde la cascada Dettifoss.